# Nico Crama
Nico Crama (* 20. August 1935 in Leiden) ist ein niederländischer Filmproduzent.

## Leben
Crama kam als Sohn eines Mechanikers in Leiden zur Welt. Nach Ende der Schulzeit wurde er Wirtschaftsprüfer und arbeitete später in einer Druckerei. Schon seit der Schulzeit an Filmen interessiert, schloss er sich in Leiden der Leidse Smalfilmliga an und tauschte sich dort mit anderen Amateurfilmern aus. Crama studierte Anfang der 1950er-Jahre mit einem Stipendium kurz am Institut des Hautes Études Cinématographiques (IDHEC) in Paris, kam 1955 zum Filmstudio Triofilm nach Amsterdam und im folgenden Jahr zur Stichting Nederlandse Onderwijs Film (NOF, später NIAM), wo er als Editor für Lehr- und Unterrichtungsfilme arbeitet.
Crama ließ sich 1959 in Filmpädagogik ausbilden und unterrichtete unter anderem an der Montessorischule in Den Haag Filmtheorie und -praxis. Ab 1961 war er als Filmproduzent und Filmregisseur mit seiner Firma Nico Crama Productions aktiv. Für Oh My Darling von Børge Ring erhielt Crama als Produzent 1979 eine Oscarnominierung in der Kategorie Bester animierter Kurzfilm. Crama arbeitete an zahlreichen Filmen mit Paul Driessen zusammen und produzierte unter anderem seine Filme Ei om zeep (1977), La belle et la boîte (1982) und Sunny Side Up (1985). Driessens von Crama produzierter Kurzanimationsfilm 3 Misses wurde 2001 für einen Oscar nominiert.

## Filmografie (Auswahl)
- 1953: Impressions de Paris
- 1963: The Happiest Time … (nur Regie)
- 1967: Het oponthoud (nur Regie)
- 1970: De worstelaar
- 1971: Stuiter
- 1973: Piet Mondriaan (nur Regie)
- 1976: It’s Me
- 1977: Ei om zeep
- 1978: Oh My Darling
- 1978: It Wasn’t Easy (nur Regie)
- 1980: From the Ashes of War
- 1980: Co Hoedeman, Animator (nur Regie)
- 1982: La belle et la boîte
- 1983: Het scheppen van een koe
- 1985: Passage: A Richard Erdman Sculpture
- 1986: De karakters
- 1988: De schrijver en de dood
- 1992: Back to the Inkwell (auch Regie)
- 1993: Hotel Narcis
- 2000: 3 Misses

## Auszeichnungen
- 1979: Oscarnominierung, Bester animierter Kurzfilm, für Oh My Darling
- 1994: Orden von Oranien-Nassau (Ritter)